# Puerta de los Leones (Jerusalén)

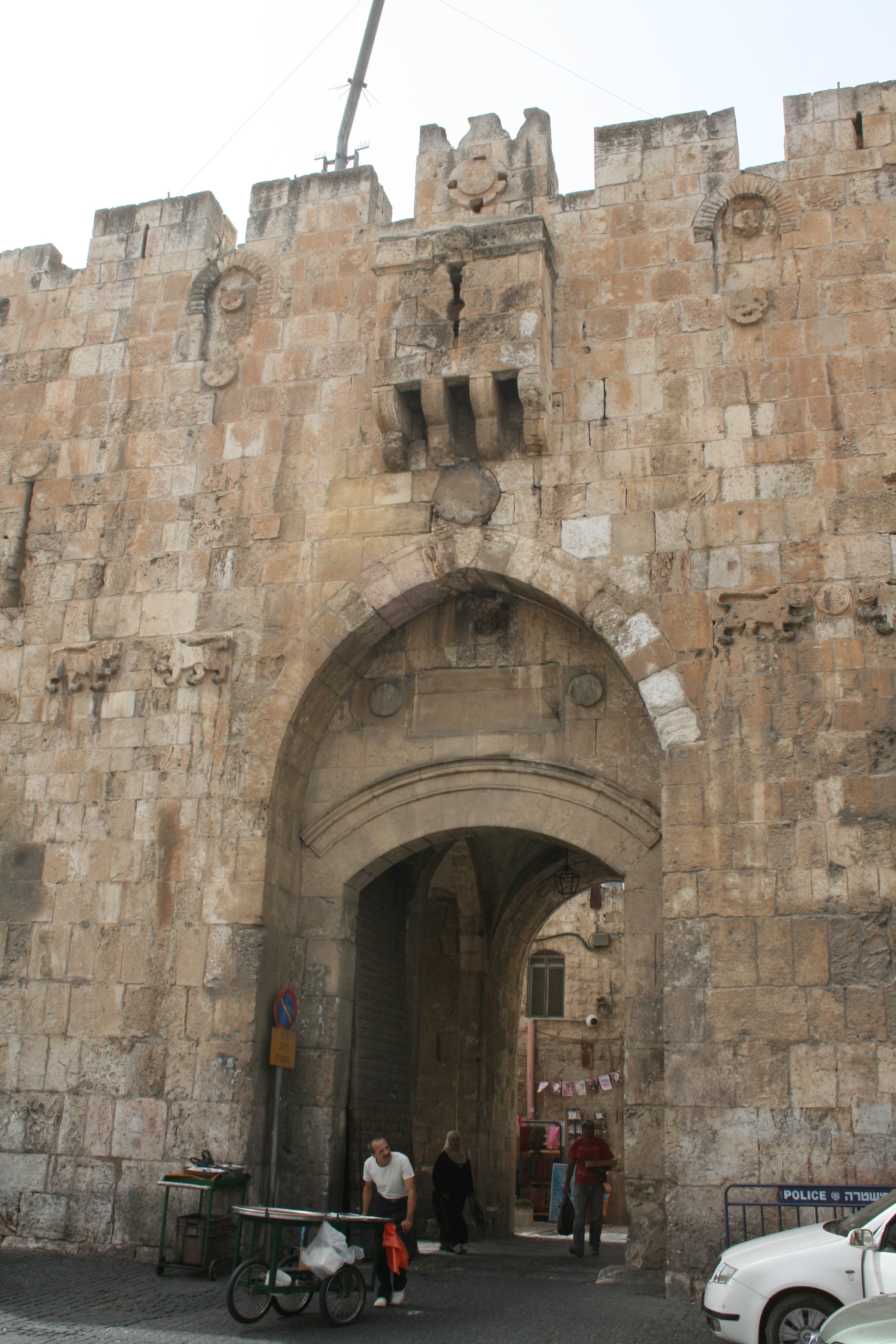
La Puerta de los Leones.

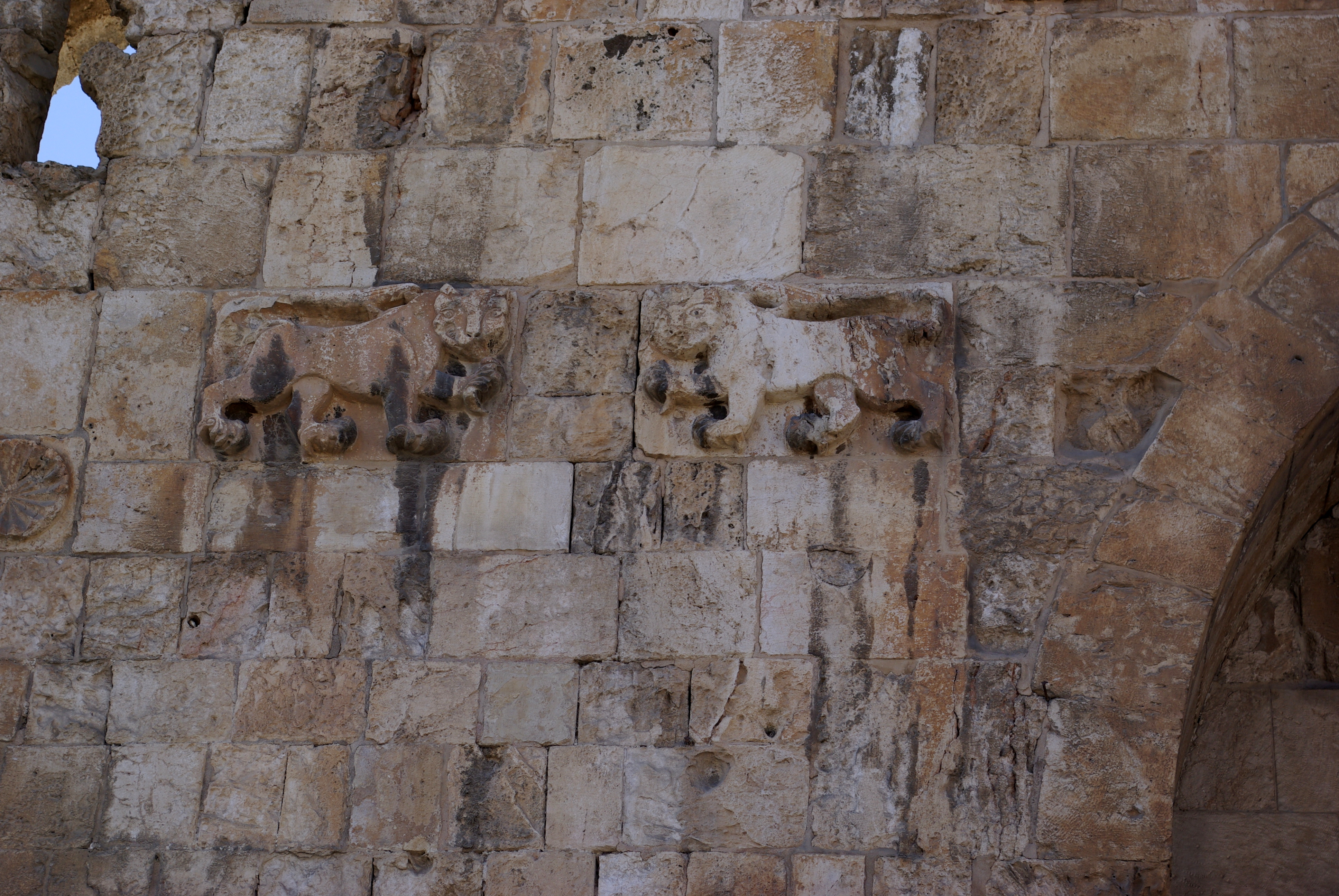
Los «leones» a la izquierda de la puerta son, en realidad, leopardos.

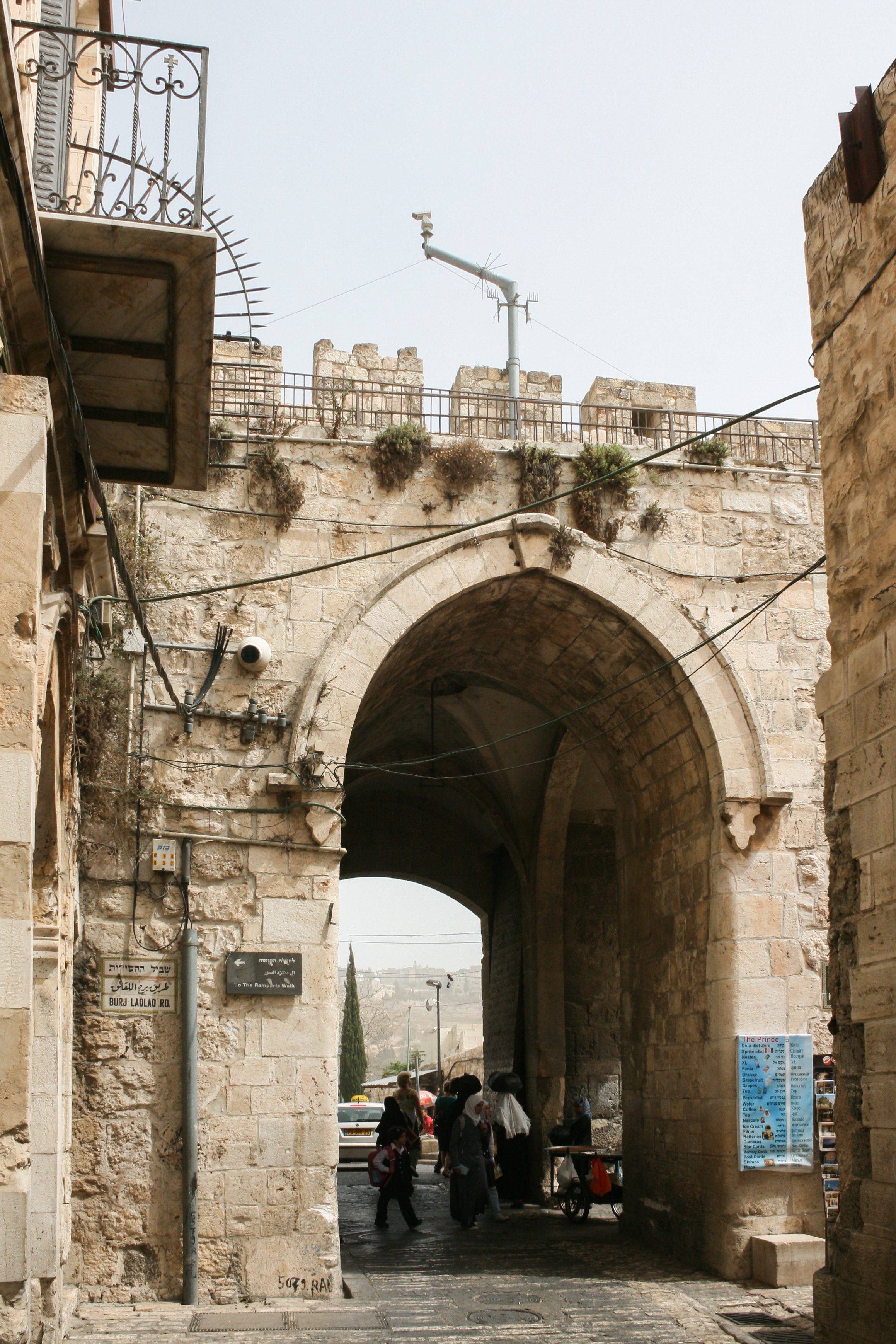
Vista de la puerta desde el interior de la Ciudad Vieja.

La Puerta de los Leones (en hebreo שער האריות, Sha'ar Ha'ariot) es la única puerta abierta en la fachada este de la murallas de la Ciudad Vieja de Jerusalén, frente al Monte de los Olivos.

## Denominaciones
- El nombre «Puerta de los Leones» proviene de las dos parejas de felinos que se pueden distinguir a ambos lados de la puerta (aunque realmente se trata de leopardos, no de leones). Según la leyenda, el nombre se lo dio Solimán el Magnífico (constructor de las murallas de la Ciudad Vieja), quien, en un sueño, fue amenazado por su padre Selim I para acelerar la construcción de la muralla; en caso contrario sería echado a las bestias.

- Los árabes la llamaron «Puerta de las tribus» porque los israelíes, según la tradición, cruzaban esta puerta para dirigirse al Templo.

- También se la denomina «Puerta de San Esteban» en honor al primer mártir del cristianismo. La tumba del mártir se encontró cerca de la puerta, en el valle de Josafat. A poca distancia de la puerta, al exterior de los muros, se encuentra la iglesia ortodoxa de San Esteban.

## Historia
Los paracaidistas de las Fuerzas de Defensa de Israel entraron en la Ciudad Vieja durante la Guerra de los Seis Días a través de esta puerta. El camino hasta la puerta de los leones desde el valle de Cedrón se denominó "Ma'ale Mota Gur", en honor de Mordechai Gur, quien dirigió las tropas durante el asalto final contra la Jerusalén de Jordania. El coronel Motta Gur dijo entonces la famosa cita: "el Monte del Templo está en nuestras manos".

## Significado para el cristianismo
Esta es la puerta más importante para los cristianos, ya que en ella comienza la Vía Dolorosa. La procesión del Viernes Santo comienza en esta puerta.